# Cal Serni
|  | Per a altres significats, vegeu «Cal Serni (Saldes)». |

Cal Serni és una masia del poble de la Coma, al municipi de la Coma i la Pedra, a la Vall de Lord (Solsonès).